# Vorwerk Malter

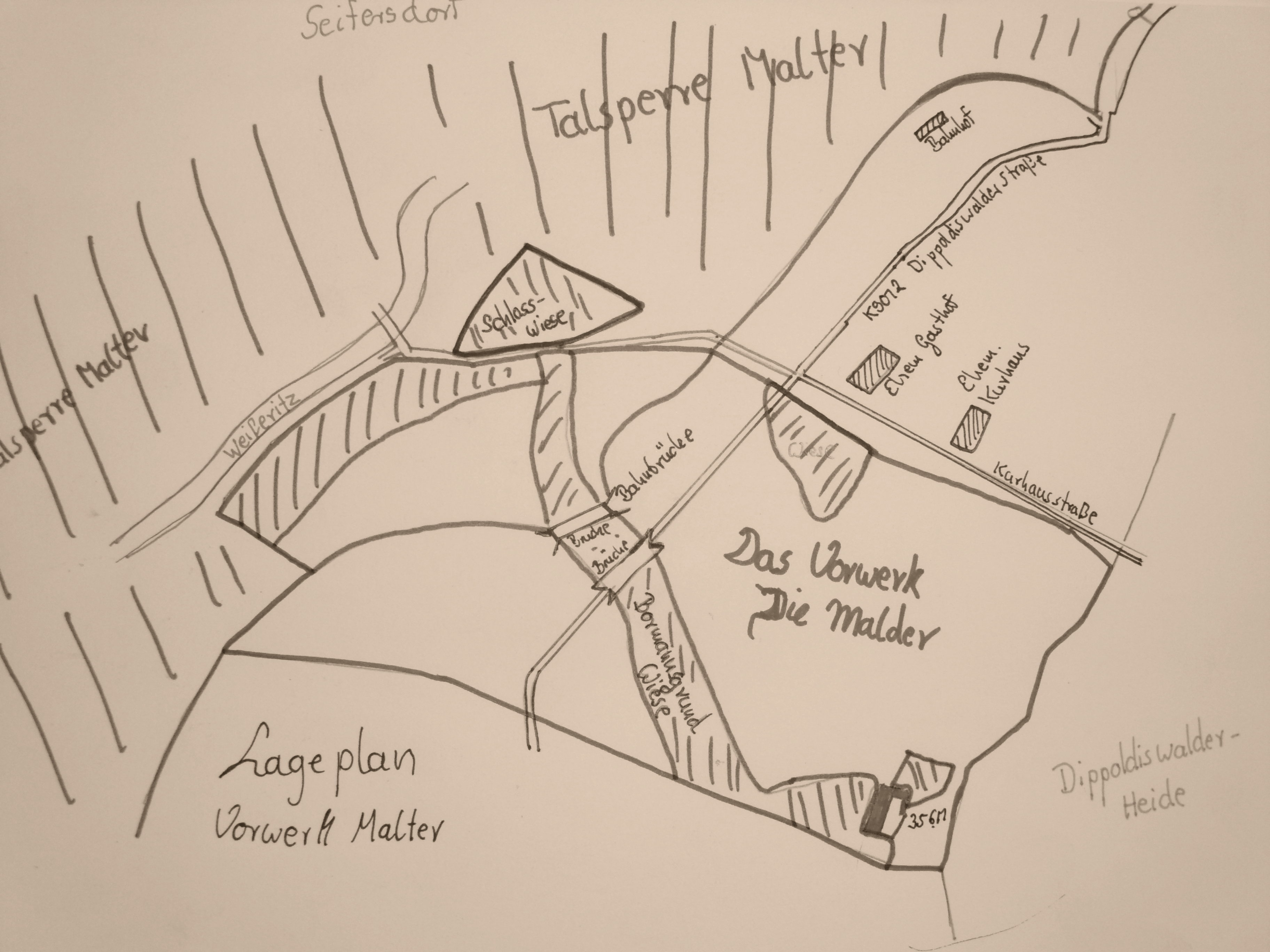
Lageplan Vorwerk Malter

Das Vorwerk die Malter war ein Gutshof mit einem Schloss in Malter im heutigen Landkreis Sächsische Schweiz-Osterzgebirge in Sachsen.

## Lage
Das Vorwerk lag nordwestlich des Dorfes Malter an der Dippoldiswalder Heide (heutiger Sonnenhang) neben dem Bormannsgrund, auf einer Höhe von 356 Meter. Der genaue Standort ist nach einer Karte aus dem 16. Jahrhundert lokalisierbar.

## Geschichte
Wann das Vorwerk mit dem Schloss entstand, ist unbekannt. Vermutlich steht sein Bau im Zusammenhang mit der Befestigung der Stadt Dippoldiswalde in den Jahren 1358–1363. Möglicherweise diente es als Landwirtschaftsbetrieb der Festung Dippoldiswalde. Durch seine Lage könnte es auch eine Vorburg gewesen sein. Im Jahr 1569 wurde der Besitzer Heinrich von Miltitz erwähnt, welchem zuvor die Burg Rabenau gehörte.
Im Jahr 1592 ist auf den Vorwerk Caspar Albrich von Miltitz geboren worden, 1596 die Sara Maria von Miltitz, beide Kinder des Heinrich von Miltitz. 1593 verstarb die Schwester des Heinrich von Miltitz, Maria von Miltitz auf dem Anwesen, sie wurde im Chorraum der Kirche in Seifersdorf begraben.
Auf dem Anwesen lebten Zwei nachgewiesene Mägde, im Sterbebuch von Seifersdorf heißt es:
den 4. März 1595 ist begraben wurden Heinrich von Miltitz Magd, den 31. Oktober 1604 ist begraben wurden Heinrich von Miltitz Magd Namens Christina
Im Jahre 1604 gehörte das Anwesen noch Heinrich von Miltitz, nach der Auflösung des Anwesens wird bis 1633 Martin Büttner genannt der das zuletzt 2,1/3 große Hufengut an Matthes Büttner übergab.
Im Dreißigjährigen Krieg wurde das Anwesen durch die Schweden geschleift. Anstelle diesem steht heute mittig des Privatwegs ein Bauerngehöft.